# Adolph Mayer
|  | No s'ha de confondre amb Adolf Mayer. |

Adolph Mayer (1839-1908) va ser un matemàtic alemany.

## Vida i Obra
Mayer era fill d'una rica família de banquers i comerciants de Leipzig. Abandonant la tradició familiar de la banca, va estudiar matemàtiques i física a les universitats de Heidelberg (sota Hesse), Leipzig, Göttingen (sota Stern a les dues) i Königsberg (sota Neumann). Es va doctorar el 1861 a Heidelberg i va obtenir l'habilitació el 1866 a Leipzig, universitat de la que va ser professor fins poc abans de la seva mort.
La seva activitat de recerca es va centrar en la teoria de les equacions diferencials, el càlcul de variacions i la mecànica teòrica. Les seves recerques va estar en estreta connexió amb les Sophus Lie, tot i que les d'aquest darrer van ser conegudes més ràpidament.